# Günther von Woyrsch
Günther von Woyrsch (* 13. November 1858 in Pilsnitz bei Breslau; † 30. Mai 1923) war ein deutscher Rittergutsbesitzer, Verwaltungs- und Hofbeamter und Politiker.

## Leben

### Familie
Die Eltern von Günther von Woyrsch waren der Wirkliche Geheime Rate Karl Wilhelm Remus von Woyrsch und seine Ehefrau Cäcilie geb. Websky (1825–1903), Tochter des Textilfabrikanten Martin Websky. Der preußische Generalfeldmarschall Remus von Woyrsch war sein Bruder. Er war verheiratet mit Gertrud Gräfin von Pfeil. Sie hatten zwei Töchter und drei Söhne, unter ihnen der SS-Führer und General der Polizei Udo von Woyrsch.

### Werdegang
Nach dem Besuch des Magdalen-Gymnasiums in Breslau studierte Günther von Woyrsch an der Rheinischen Friedrich-Wilhelms-Universität Bonn, der Alma Mater Lipsienses und der Schlesischen Friedrich-Wilhelms-Universität Breslau Rechtswissenschaften. 1879 wurde er Mitglied des Corps Borussia Bonn. Nachdem er das Referendarexamen abgelegt hatte, wurde er Herr auf Schwanowitz im Landkreis Brieg. Er wurde zum Kreisdeputierten und Landesältesten gewählt. Er war Landschaftsdirektor und Königlicher Kammerherr sowie Rittmeister a. D.